# Флаг Гордеевского района
Флаг Горде́евского муниципального района Брянской области Российской Федерации.

## Описание
«Прямоугольное зелёное полотнище с отношением ширины к длине 2:3, несущее вдоль нижнего края белую полосу в 1/4 ширины полотнища; посередине полотнища воспроизведено жёлтое стилизованное изображение дуба с корнями; низ изображения дуба, расположенный на фоне белой полосы, имеет красный цвет. Вблизи верхнего края полотнища по сторонам от дуба расположены жёлто-белые изображения пчёл — по одной с каждой стороны».

## Обоснование символики
Флаг разработан на основе герба Гордеевского муниципального района.
История Гордеевской земли началась с XIV столетия; более трёхсот лет существует центр района — село Гордеевка. Всё это время, несмотря на приграничное положение, сложности экономической и политической ситуации Гордеевский край всё время рос и развивался. В наше время район один из развитых в Брянской области, благодаря труду местных жителей, внёсших огромный вклад в обустройство своей малой Родины.
Символика фигур флага многозначна. Все фигуры флага символизируют лучшие черты местных жителей.
Пчела — символ трудолюбия, порядка, бережливости и усердия.
Дуб — символ крепости, долголетия, гражданского мужества и воинской доблести показывает, что гордеевцы хранят и продолжают славные традиции, заложенные многими поколениями предков. Также дуб перекликается с гербом Стародуба (Стародубского полка), в земли которого входила территория современного района в XVII столетии.
Жёлтый цвет (золото) — символ богатства, стабильности и урожая аллегорически указывает на сельское хозяйство — основу экономически района.
Белая полоса как «фундамент» флага символизирует исторические корни, аллегорически показывая сооружённые в начале XVIII века буды — места добычи поташа, который шёл на изготовление стекла, мыла и пороха.
Белым цветом в гербе показаны реки Пакона и Ипуть протекающие по территории района. Белый цвет (серебро) — символ чистоты, совершенства, мира и взаимопонимания.
Зелёный цвет — символ природы, здоровья, молодости и жизненного роста.
Красный цвет — символ храбрости, силы, труда, красоты и праздника.